# Amplifon
Amplifon — итальянская компания, осуществляющая розничную продажу слуховых аппаратов. В 2023 году её сеть насчитывала 9650 торговых точек. Компанию основал британец Элджернон Чарльз Холланд в 1950 году, его дочь, Сюзан Кэрол Холланд, является крупнейшим акционером (44,9 % акций) и председателем совета директоров.

## История
Компания была основана в 1950 году в Милане. С 1990-х годов компания начала расширять деятельность в другие страны, в частности в 1999 году была куплена американская компания Miracle-Ear.
В 2001 году компания разместила свои акции на Итальянской фондовой бирже. После этого Amplifon продолжила рост за счёт поглощений. В 2010 году была куплена компания National Hearing Care с операциями в Австралии, Новой Зеландии и Индии. Крупнейшим приобретением стала испанская компания GAES, купленная в 2017 году за 528 млн евро, ей принадлежало 600 точек по торговле слуховыми аппаратами в 9 странах. В 2021 году за 340 млн евро была приобретена австралийская компания Bay Audio с сотней магазинов.

## Деятельность
Подразделения сформированы по географическому принципу:
- Европа, Ближний Восток и Африка — Италия, Франция, Нидерланды, Германия, Великобритания, Ирландия, Испания, Португалия, Швейцария, Бельгия, Люксембург, Венгрия, Египет, Турция, Польша и Израиль; 65 % выручки;
- Америка — США, Канада, Чили, Аргентина, Эквадор, Колумбия, Панама и Мексика; 19 % выручки;
- Азиатско-Тихоокеанский регион — Австралия, Новая Зеландия, Китай и Индия; 15 % выручки.